# الهادي زروقي
الشيخ الهادي زرُّوقي (بالأمازيغية: ⵛⵛⵉⵅ ⵍⵀⴰⴷⵉ ⵣⴻⵔⵔⵓⵇⵉ) أحدُ علماء ورُوّاد الحركة الاصلاحية ببلاد الزّواوة (منطقة القبائل حاليا) بالجزائر.
وُلد بعرش آث وغليس ببجاية سنة 1892 م في أسرة الشيخ زرّوق الوغليسي صاحب زاوية ايزرّوقن وتوفي في 21 أغسطس 1959 م بحسين داي بالجزائر العاصمة و دُفن بمقبرة العالية.

## تعليمه
إبتدأ الشيخ تعليمه في زاوية جدّه الشيخ زروق الوغليسي حيث حفظ القرآن الكريم وهو صغير ثمّ وجّهه شيوخه إلى دراسة متون اللغة العربية والتوحيد و الفقه وغيرها. من أبرز شيوخه: الشيخ السعيد أوبهلول (1859-1945م) و الشيخ السعيد اليجري (1873-1951م).
سافر سنة 1920 م إلى تونس حيث التحق بجامع الزيتونة و تتلمذ على علمائها وحصل فيها على شهادة التطويع سنة 1925 م.

## عملهُ في التدريس والتحاقه بجمعية العلماء المسلمين الجزائريين
بعد عودته من تونس إشتغل الشيخ الهادي زروقي بالتدريس في زاوية جدّه فحفّظ فيها القرآن الكريم وبعض العلوم الشرعية لكنّه واجه مقاومة من أهالي المنطقة لأنّه حاول تجديد نمط التعليم والتسيير الذين كان عليهما أهله وشيوخ الزوايا. و نظرا لذلك انتقل إلى زاوية أحمد حساين سمعون بآث وغليس. و في هذه الزاوية أيضا واجه الشيخ مشاكل وعراقيل عديدة في تغيير الذهنيات وفي تجديد أساليب التعليم كما كان عليه الأمر في زاوية جدّه. قرّر الشيخ الهادي زرّوقي بعدها الإتصال بالإمام المصلح عبد الحميد بن باديس الذي اقترح عليه الانتقال إلى مدينة بجاية للالتحاق بالحركة الاصلاحية بها. فعمل الشيخ زرّوقي بنصيحته وأسّس فيها شعبة لجمعية العلماء المسلمين الجزائريين سنة 1931. كما تمكّن بين سنتي 1929م و 1930م من إنشاء مدرسة الإصلاح بمدينة بجاية التي استطاعت إرسال بعثات طلابية إلى المسجد الأخضر بقسنطينة و إلى جامع الزيتونة بتونس. و لقد كان لهذه المدرسة دور بارز في الاعداد لمحاضرات ألقاها الشيخ عبد الحميد بن باديس و الشيخ محمد البشير الإبراهيمي. و تخرّج من هذه المدرسة شخصيات عديدة وإطارات عليا كبشير بومعزة ومحمود بوزوزو و غيرهم.
و نظرا للنشاطات الاصلاحية الكبيرة لهذه المدرسة فقد انزعجت منها سلطات الاستعمار الفرنسي فقامت بعدّة مضايقات للشيخ وانتهت بطرده من بجاية سنة 1942م.
بعدها انتقل الشيخ زروقي إلى العاصمة حيث أسّس مدرسة مستقبل الشباب بحسين داي التي كان لها صدى في العاصمة بين الشباب والناشئة ذكورا وإناثا. و في سنة 1955 م عاد الشيخ إلى مدينة بجاية حيث استأنف نشاطه الاصلاحي فيها في مدرسة الخلدونية ولكنّ تجدّد مضايقات وقمع الإستعمار الفرنسي دفعه إلى مغادرتها مرّة أخرى إلى الجزائر العاصمة حيث أسّس مدرسة جديدة ببوزريعة و درّس فيها بين 1956 م إلى 1958 م.

## التحاقه بثورة التحريرالجزائرية
بعد انطلاق الثورة الجزائرية التحق بها الشيخ الهادي زروقي وكان اسمه الثوري بها زروق مصطفى حسب ما ذكره الشيخ محمد صالح الصديق.

## وفاته
في أواخر عمره عانى الشيخ الهادي زروقي من المرض والإجهاد و تراجعت نشاطاته العلمية والتربوية إلى أن وافته المنيّة في 21 أغسطس 1959م بمدينة حسين داي بالعاصمة الجزائرية، ودُفن في مقبرة العالية. و قد ترك بعدهٌ العديد من الأبناء والبنات.

## مواضيع ذات صلة
- المرجعية الدينية الجزائرية